# 黄花倒水莲
黄花倒水莲（学名：Polygala fallax），为远志科远志属下的一个种。

## 扩展阅读
維基物種上的相關：黄花倒水莲